# Hrvoje Zalar
Hrvoje Zalar (28. listopada 1964.) hrvatski je kazališni i televizijski glumac, poznat po ulozi Zvonka Bandića u hrvatskoj verziji TV serije "Bračne vode".

## Životopis
Zalar je diplomirao jugoslavenske jezike i književnost na Filozofskom fakultetu u Zagrebu, te glumu na Akademiji dramske umjetnosti.
Dobitnik je nekoliko nagrada, kao što su Nagrada hrvatskog glumišta za 2000. te tri nagrade na Festivalu glumca (1995., 2000., 2008.). Glumio je u velikom broju radiodrama i televizijskih emisija Obrazovnog programa HTV-a.

## Filmografija

### Televizijske uloge
- "Zora dubrovačka" kao svećenik (2013.)
- "Larin izbor" kao svećenik / matičar (2012. – 2013.)
- "Ruža vjetrova" kao Mladen Šestaković (2011.)
- "Stipe u gostima" kao komičar (2011.)
- "Bračne vode" kao Zvonimir "Zvonko" Bandić #2 (2009.)
- "Zakon!" kao lažni prodavač (2009.)
- "Zakon ljubavi" kao Josip (2008.)
- "Ponos Ratkajevih" kao Nemanjin prijatelj (2008.)
- "Zabranjena ljubav" kao Nikola Šarić / Dario Katić (2005.; 2007.)
- "Hlapićeve nove zgode" kao Grga / konobar / Mutinski / doktor / Fon Šrauf (glas) (2002.)

### Filmske uloge
- "Kotlovina" kao Štef (2011.)
- "Zamrznuti kadar" (1999.)
- "Kavica" (1998.)
- "Čudnovate zgode šegrta Hlapića" kao Grga (glas) (1997.)

## Vanjske poveznice
- Hrvoje Zalar u internetskoj bazi filmova IMDb-u (engl.)